# Sitana ponticeriana
Espèce
Statut de conservation UICN

 LC  : Préoccupation mineure
Sitana ponticeriana est une espèce de sauriens de la famille des Agamidae.

## Répartition
Cette espèce se rencontre au Népal, en Inde et au Sri Lanka. Sa présence est incertaine au Pakistan.

## Description
Cet agame est brun avec des points sombres sur le corps, et une bande claire de chaque côté du corps. Il a un fanon gulaire très développé, bleu, noir et rouge. Les pattes sont fines, plutôt courtes à l'avant, avec de longs doigts pourvus de griffes. Il peut atteindre 20 centimètres, dont plus de la moitié pour la queue. Lorsqu'il fuit, il peut parfois utiliser la bipédie.
Selon les régions, il semble y avoir des variétés locales plus petites.

## Publication originale
- Cuvier, 1829 : Le Règne Animal distribué, d'après son organisation, pour servir de base à l'Histoire Naturelle des Animaux et d'introduction à l'Anatomie Comparé. Nouvelle Édition. Les Reptiles. Déterville, Paris, vol. 2, p. 1-406 (texte intégral)